# Minamoto no Shitagō
Minamoto no Shitagō (源順; 911 – 983) è stato un poeta giapponese waka del medio periodo Heian.
Era un membro del Saga Genji, secondo figlio di Minamoto no Kozoru, un pronipote dell'imperatore Saga. È considerato uno dei Trentasei immortali della poesia.

## Biografia

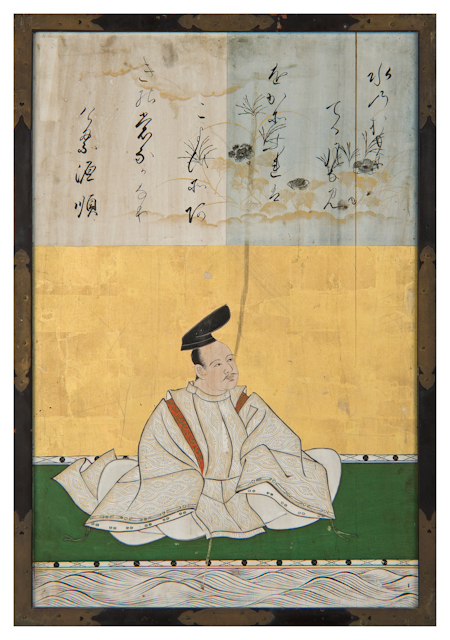
Minamoto no Shitagō di Kanō Yasunobu, 1648

Famoso per l'erudizione fin dalla sua giovinezza, nel 934 iniziò la stesura del Wamyō ruijushō (dizionario giapponese del 938 di Caratteri cinesi) a vent'anni. Nel 951, sebbene fosse ancora uno studente, divenne membro (yoriudo) del Wakadokoro (Ufficio di poesia), curando il Man'yōushū e selezionando waka per il Gosen Wakashū come uno dei Nashitsubo no gonin.
Non solo mostrò un talento eccezionale per la prosa e la poesia cinesi, ma fu anche un poeta waka così dotato che nel 960 contribuì con una poesia al Tentoku Dairi Uta-awase (Concorso di poesia del palazzo imperiale dell'era Tentoku) e servì come giudice in vari concorsi di poesia.
Era conosciuto come un uomo di grande talento e nella sua collezione personale, Minamoto no Shitagoshū, ci sono un gran numero di waka che usano intricati giochi di parole. 
Inoltre, gli è stata attribuita la paternità dell'Utsuho monogatari e dell'Ochikubo Monogatari e alcuni studiosi lo considerano addirittura l'autore del Taketori Monogatari.
Fu nominato per vari incarichi, inclusi quelli di governatore ad interim di Shimōsa e di governatore di Izumi, la sua carica più alta fu quella di governatore di Noto.